# Enrico Tovaglieri
Enrico Tovaglieri (Somma Lombardo, ... – Somma Lombardo, 14 settembre 2014) è stato uno scenografo italiano.

## Carriera
Enrico Tovaglieri ha partecipato a 19 film tra il 1957 e il 2004, collaborando con svariati registi, tra gli altri con Marino Girolami (3 film), Duccio Tessari, Vittorio Cottafavi, Ermanno Olmi e, infine, Carlo Lizzani. Al livello internazionale ha firmato la scenografia del film Frankenstein oltre le frontiere del tempo (1990), per la regia di Roger Corman. In due film fu anche costumista. È stato scenografo di varie puntate della trasmissione televisiva "Giochi senza frontiere" in Italia.

## Filmografia

### Cinema
- Walter e i suoi cugini (1961), regia di Marino Girolami, (scenografo)
- Scano Boa (1961), regia di Renato Dall'Ara, (scenografo)
- Pelle viva (1962), regia di Giuseppe Fina, (scenografo)
- Un figlio d'oggi (1963), regia di Marino Girolami e Domenico Graziano, (scenografo e arredatore)
- Siamo tutti pomicioni (1963), regia di Marino Girolami, (architetto-scenografo)
- La lunga notte di Veronique (1966), regia di Gianni Vernuccio, (arredatore)
- La morte risale a ieri sera (1970), regia di Duccio Tessari, (architetto-scenografo)
- Geppo il folle (1978), regia di Adriano Celentano, (architetto-scenografo)
- L'albero degli zoccoli (1978), regia di Ermanno Olmi, (scenografo)
- A chi tocca, tocca...! (1978), regia di Gianfranco Baldanello, (scenografo e costumista)
- Asso (1981), regia di Castellano e Pipolo, (architetto-scenografo)
- Frankenstein oltre le frontiere del tempo (1990), regia di Roger Corman, (scenografo)
- Portagli i miei saluti - avanzi di galera (1993), regia di Gianna Maria Garbelli, (scenografo)
- A casa di Irma (1999), regia di Alberto Bader, (scenografo)

### Televisione
- Il trovatore, regia di Claudio Fino (1957) (scenografo e costumista)
- Il processo di Santa Teresa del Bambino Gesù (1967) (TV), regia di Vittorio Cottafavi, (scenografo)
- I promessi sposi, regia di Salvatore Nocita (1989) (scenografo)
- Racconto d'autunno (1980) (TV), regia di Domenico Campana, (scenografo)
- L'ultima mazurka (1986) (TV), regia di Gianfranco Bettetini, (scenografo e arredatore)
- Le cinque giornate di Milano (2004) miniserie TV, regia di Carlo Lizzani, (scenografo)